# سامبا ندایه
سامبا ندایه (انگلیسی: Samba N'Diaye؛ زادهٔ ۳۰ نوامبر ۱۹۷۲) بازیکن فوتبال اهل سنگال است.
از باشگاه‌هایی که در آن بازی کرده‌است می‌توان به باشگاه فوتبال النصر امارات، باشگاه ورزشی آمیان، باشگاه ورزشی الشمال، باشگاه فوتبال سن-اتین، باشگاه فوتبال نانت، باشگاه فوتبال لیل، باشگاه فوتبال اندرلشت، باشگاه فوتبال آژاکسیو، و باشگاه فوتبال متس اشاره کرد.
وی همچنین در تیم ملی فوتبال فرانسه بازی کرده‌است.